# Christian Dahlke
Christian Dahlke (* 4. Januar 1969 in Hamburg) ist ein ehemaliger deutscher Ruderer.

## Leben
1983 begann er mit dem Rudern als Leistungssportler beim Ruder-Club Allemannia von 1866 in Hamburg, vorwiegend in der Leichtgewichtsklasse. 13-mal wurde er Deutscher Meister in unterschiedlichen Bootsklassen und startete 12-mal bei Ruder-Weltmeisterschaften mit folgenden Erfolgen: einmal Gold, je zweimal Silber und Bronze sowie fünf vierte Plätze. Dahlke gehört zu der deutschen Mannschaft im Leichtgewichts-Achter, die seit 1992 die Weltbestzeit in dieser Bootsklasse hält.
Daneben hat Christian Dahlke Verlagskaufmann gelernt und anschließend Sportwissenschaften studiert. Seit 1999 ist er selbständig als Sportberater tätig. Seine Begeisterung für das Rudern dokumentiert sich in einer weltweiten Beratungstätigkeit für College-, Uni- und Nationalmannschaften. Gelegentlich war er auch in den USA, insbesondere in New York, als Trainer bei verschiedenen Vereinen tätig.
Unter seiner Leitung startete ein Hamburger Uni-Achter (u. a. mit Ole Rückbrodt und Joel El-Qalqili) in Taiwan und gewann. In der Saison 2006 war er Cheftrainer des Ruder-Clubs Favorite Hammonia in Hamburg. Seit November 2006 arbeitet er bei seinem Heimatverein, dem Ruderclub Allemannia.
Im Herbst 2015 übernahm Dahlke zusammen mit Bundestrainer Tim Schönberg das Leichtgewichtsprojekt des Deutschen Ruderverbandes mit dem Ziel, den Leichtgewichts-Vierer für die Olympischen Spiele 2016 zu qualifizieren, was bei der Weltmeisterschaft 2015 im französischen Aiguebelette nicht gelungen war.

## Internationale Erfolge
- 1990: 2. Platz U23-Weltmeisterschaften im Leichtgewichts-Doppelvierer
- 1991: 4. Platz Weltmeisterschaften im Leichtgewichts-Doppelvierer
- 1992: 3. Platz Weltmeisterschaften im Leichtgewichts-Achter
- 1993: 4. Platz Weltmeisterschaften im Leichtgewichts-Achter
- 1994: 4. Platz Weltmeisterschaften im Leichtgewichts-Zweier ohne Steuermann
- 1995: 4. Platz Weltmeisterschaften im Leichtgewichts-Zweier ohne Steuermann
- 1997: 13. Platz Weltmeisterschaften im Leichtgewichts-Einer
- 1999: 12. Platz Weltmeisterschaften im Leichtgewichts-Vierer ohne Steuermann
- 2002: 2. Platz Weltmeisterschaften im Leichtgewichts-Achter
- 2003: 1. Platz Weltmeisterschaften im Leichtgewichts-Achter
- 2004: 4. Platz Weltmeisterschaften im Leichtgewichts-Achter